# Parascyllium collare
Espèce
Statut de conservation UICN

 LC  : Préoccupation mineure
Parascyllium collare est une espèce de requins.

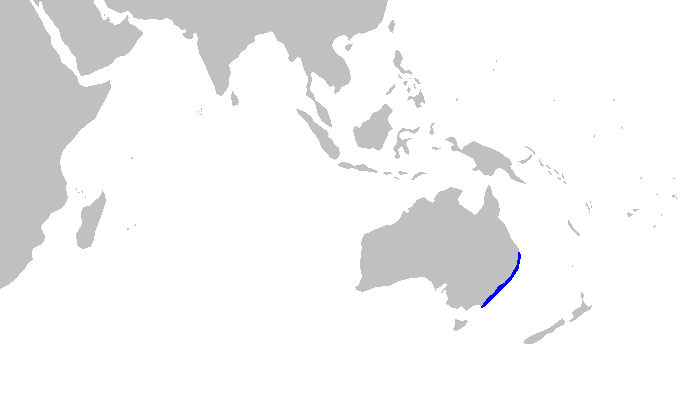
Distribution mondiale.